# Poole
Poole je angleško pristaniško naselje v grofiji Dorset ob Rokavskem prelivu. Z okrog 140.000 prebivalci (2001) je drugo največje naselje v Dorsetu. Poole je poznan predvsem po velikem naravnem pristanišču, ki je izhodišče za potniški in tovorni promet preko Rokavskega preliva, hkrati pa je zaradi dolgih peščenih plaž priljubljeno letoviško središče.
Prve omembe naselja datirajo v 12. stoletje, ko je Poole postal pomembno pristanišče v trgovini z volno. Svoj vrhunec je dosegel v 18. stoletju, ko je bil eno najprometnejših pristanišč v Združenem kraljestvu. Med drugo svetovno vojno je bilo eno glavnih izhodišč za izkrcanje v Normandiji na začetku operacije Overlord.